# Poranne łzy i inne tęsknoty
Poranne łzy i inne tęsknoty – album polskiej wokalistki Krystyny Prońko, na który artystka wybrała najważniejsze piosenki zaśpiewane od czasu debiutu do września 2007. Brak dostępu do praw producentów nagrań „Małe tęsknoty”, „Modlitwa o miłość prawdziwą” i „Subtelna gra” wymusił ponowne nagranie tych utworów (wykorzystano jednak tę samą aranżację). Na płycie znalazła się też jedna nowa piosenka – utwór „Chodzi po głowie”. Płyta CD została wyprodukowana i wydana jesienią 2007 przez P.M. Krystyna Prońko (PMCD 009).

## Muzycy
- Krystyna Prońko – śpiew

## Lista utworów
Strona A
| 1.  | "Poranne łzy" (1980) (muz. Zbigniew Jaremko, sł. Wojciech Młynarski)                        | 5:47    |
|     |                                                                                             |         |
| 2.  | "Małe tęsknoty" (2000, nowe nagranie) (muz. Wojciech Trzciński, sł. Andrzej Mogielnicki)    | 3:19    |
|     |                                                                                             |         |
| 3.  | "Opadają mi ręce" (1999, remiks) (muz. Krystyna Prońko, sł. Asja Łamtiugina)                | 4:20    |
|     |                                                                                             |         |
| 4.  | "Modlitwa o miłość prawdziwą" (2000, nowe nagranie) (muz. Jacek Mikuła, sł. Bogdan Olewicz) | 4:04    |
|     |                                                                                             |         |
| 5.  | "Jesteś lekiem na całe zło" (1994) (muz. Marek Stefankiewicz, sł. Bogdan Olewicz)           | 4:39    |
|     |                                                                                             |         |
| 6.  | "Jutro zaczyna się tu sezon" (1977) (muz. Władysław Sendecki, sł. Małgorzata Maliszewska)   | 4:07    |
|     |                                                                                             |         |
| 7.  | "Pieśń V" (1994) (muz. Krystyna Prońko , Gustaw Szepke, sł. Konstanty Ildefons Gałczyński)  | 3:22    |
|     |                                                                                             |         |
| 8.  | "Deszcz w Cisnej" (1976) (muz. Jacek Mikuła, sł. Bogdan Olewicz)                            | 3:36    |
|     |                                                                                             |         |
| 9.  | "Bożek gorzelny" (1994) (muz. Krystyna Prońko, sł. Jacek Cygan)                             | 4:35    |
|     |                                                                                             |         |
| 10. | "Psalm stojących w kolejce" (1992) (muz. Wojciech Trzciński, sł. Ernest Bryll)              | 3:18    |
|     |                                                                                             |         |
| 11. | "Pierwszy siwy włos" (2006) (muz. Henryk Hubertus Jabłoński, sł. Kazimierz Winkler)         | 4:20    |
|     |                                                                                             |         |
| 12. | "Uratuj mnie, uratuj siebie" (1989) (muz. Krystyna Prońko, sł. Marek Gast)                  | 3:15    |
|     |                                                                                             |         |
| 13. | "Subtelna gra" (2000, nowe nagranie) (muz.Krystyna Prońko, sł. Bogdan Olewicz)              | 4:44    |
|     |                                                                                             |         |
| 14. | "Senna kołysanka" (1978) (muz. Tadeusz Woźniak, sł. Bogdan Chorążuk)                        | 2:53    |
|     |                                                                                             |         |
| 15. | "Niech moje serce kołysze ciebie do snu" (1974) (muz. Janusz Koman, sł. Marek Dutkiewicz)   | 3:39    |
|     |                                                                                             |         |
| 16. | "W jakim obcym domu" (1987) (muz. Wojciech Trzciński, sł. Ewa Żylińska)                     | 3:41    |
|     |                                                                                             |         |
| 17. | "Złość" (muz. Krystyna Prońko, sł. Bogdan Olewicz)                                          | 4:20    |
|     |                                                                                             |         |
| 18. | "Chodzi po głowie" (muz. Maciej Rzesiowski , sł. Bogdan Olewicz)                            | 5:48    |
|     |                                                                                             |         |
|     |                                                                                             | 1:13:47 |
|     |                                                                                             |         |